# Гурка-Заблоце
Гурка-Заблоце (пол. Górka-Zabłocie) — село в Польщі, у гміні Мірче Грубешівського повіту Люблінського воєводства.
Населення — 185 осіб (2011).

## Історія
За переписом 1905 р. у фільварку Гурки було 2 будинки і 25 мешканців (11 православних і 14 римо-католиків).
У 1921 р. польський перепис нарахував у фільварку Гурка 1 житловий будинок і 48 жителів, з них 37 римо-католиків і 11 православних.
У 1975—1998 роках село належало до Замойського воєводства.

## Демографія
Демографічна структура станом на 31 березня 2011 року:
|          | Загалом | Допрацездатний вік | Працездатний вік | Постпрацездатний вік |
| -------- | ------- | ------------------ | ---------------- | -------------------- |
| Чоловіки | 87      | 15                 | 51               | 21                   |
| Жінки    | 98      | 25                 | 40               | 33                   |
| Разом    | 185     | 40                 | 91               | 54                   |